# Started from the Bottom/Apocalyptic Infinity
Started from the Bottom/Apocalyptic Infinity ist eine vom Rapper SpongeBOZZ am 9. Januar 2017 veröffentlichte Doppel-Singleauskoppelung seines Albums Started from the Bottom / KrabbenKoke Tape. Während das erste Lied sich mit den Anfängen und dem Aufstieg des Rappers beschäftigt, enthält das zweite mehrere Disses gegen Kollegah, Genetikk und MoTrip.

## Video und Text
Bei einer Länge von 27 Minuten enthält das offizielle Musikvideo sowohl Started from the Bottom als auch Apocalyptic Infinity. SpongeBOZZ tritt wie bereits in sämtlichen anderen Videos in einem Spongebob-Kostüm mit Sonnenbrille auf. In einigen Szenen trägt er statt des Kostüms einen schwarzen Kapuzenpullover und ein gelbes Bandana, das sein Gesicht verdeckt. Ein optischer Unterschied zwischen der filmischen Präsentation der beiden Lieder ist nicht erkennbar, teils werden gefilmte Sequenzen doppelt verwendet.

### Started from the Bottom
Started from the Bottom ist der erste Titel und Namensgeber seines Albums Started from the Bottom / KrabbenKoke Tape. In diesem Lied thematisiert SpongeBOZZ seine Anfänge in der Battle-Rap-Szene, es handelt sich also um einen Storyteller-Song. Außerdem werden zahlreiche Anspielungen auf den Rapper Sun Diego gemacht. Es werden mehrere Parallelen zwischen ihm und Sun Diego offen gelegt – so bezeichnet sich SpongeBOZZ als Capri Sonne, was ein ehemaliges Alias von Sun Diego ist. Die Instrumentalisierung des Tracks ist durch den Bass und die Drums geprägt, ein Chor ist während der Strophen zu hören. Das Lied enthält zudem mehrere Instrumentalteile, die stark durch Cloud Rap beeinflusst sind.

### Apocalyptic Infinity
Apocalyptic Infinity ist bewusst provokant formuliert und im Battle-Rap-Stil gehalten. Während viele Textzeilen das Stilmittel des unbekannten Gegners nutzen, werden auch mehrere etablierte Rapper gedisst – darunter MoTrip, Fler, Freunde von Niemand und die Selfmade-Crew. Weitere Disses richten sich etwa gegen den Youtuber ApoRed. Apocalyptic Infinity nimmt stark Bezug auf das Lied Apocalyptic von Sun Diego aus dem Jahr 2012. SpongeBOZZ spielt hier „wie nie zuvor“ mit seiner Identität.
Ab der Minute 19:30 bezieht SpongeBOZZ Stellung zu Kollegah. Er wird namentlich und im aggressiven Kontext mehrmals erwähnt. Als letztes kündigt er indirekt „einen 1000 Bars langen Diss“ gegen Kollegah an. Im Musikvideo tritt er dabei stets ohne Spongebob-Kostüm auf.

## Hintergrund
Zu der Identität von SpongeBOZZ gab es im Laufe seiner Karriere zahlreiche Spekulationen. Es wurde oftmals vermutet, dass es der Rapper Sun Diego sei, welcher zuvor mit Kollegah zusammengearbeitet hatte. So war Sun Diego mit mehreren Gastbeiträgen auf Kollegahs Album Bossaura vertreten. Später war Sun Diego von der Bildfläche verschwunden.
Das Lied ist nicht der erste Disstrack von SpongeBOZZ: Bereits in den Jahren 2013 und 2014 war er Teilnehmer des JuliensBlog-Battle auf YouTube. Durch seine Erfolge im Wettbewerb und den zahlreichen Musikvideos wurde er auch einer breiteren Öffentlichkeit bekannt. Beide Titel konnten erfolgreich errungen werden. Danach wurde der Abschied aus den Wettbewerben bekanntgegeben. Es folgte sein Debütalbum Planktonweed Tape, welches Platz eins und drei der deutschen bzw. österreichischen Charts erreichte.
Kollegah unterstützte die Behauptungen, dass Sun Diego SpongeBOZZ sei, und kritisierte ihn für seine fehlende Transparenz:

„Ich kenne SpongeBOZZ ja auch. Wir haben mal ein Album zusammen gemacht, ‚Bossaura‘. […] Blöd finde ich nur, dass er nicht langsam mal sagt: ‚Okay, ich bin’s, Sun Diego.‘“

SpongeBOZZ kommentierte die Äußerungen nicht und hielt sich nach der Veröffentlichung von Planktonweed Tape bedeckt.

## Veröffentlichung
Das Video wurde in der Nacht vom 9. zum 10. Januar 2017 um 23:44 Uhr auf YouTube veröffentlicht. Es ist die erste Veröffentlichung von SpongeBOZZ seit dem Album Planktonweed Tape von 2015 und kann als ein Comeback gesehen werden. Das Video erreichte über 23 Millionen Aufrufe auf YouTube (Stand 11/2022).

## Reaktion von Kollegah
Kollegah postete kurz nach der Veröffentlichung ein Bild auf Facebook. Es zeigt ihn mit verschränkten Armen und einem nachdenklichen Gesichtsausdruck. Er betitelte es: „Kommt Zeit, kommt Zerfickung“. Dies wird von Beobachtern der Szene als eine indirekte Anspielung seitens Kollegah gedeutet, einen Konter zu schreiben. Am 10. März 2017 veröffentlichte er den Freetrack Legacy, in welchem er auf den Diss reagierte.